# Akwatorium

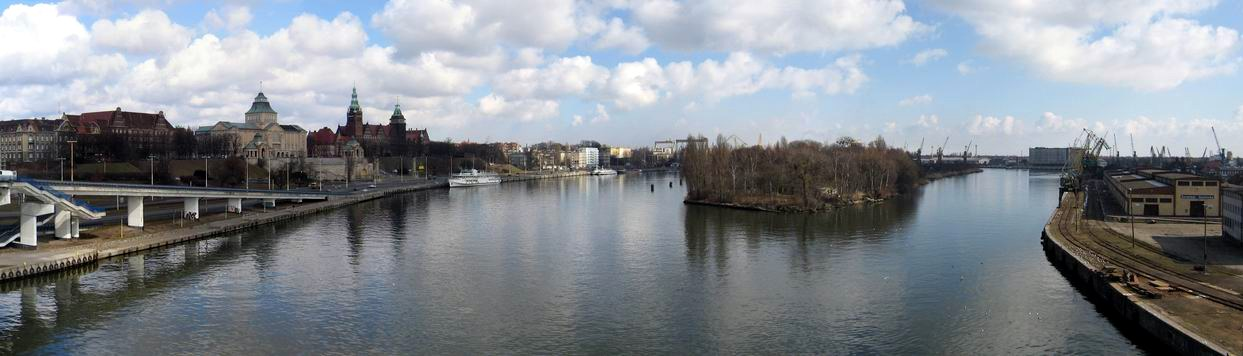
Widok z Trasy Zamkowej na Odrę Zachodnią (po lewej) i Duńczycę (po prawej) stanowiące część akwatorium portu morskiego w Szczecinie

Akwatorium – termin o takim samym znaczeniu jak akwen, ale stosowany wobec obszarów wody o konkretnym znaczeniu.
Akwatorium portowe to wewnętrzna część powierzchni wodnej portu lub przystani. Jest ona otoczona budowlami wodnymi, takimi jak nabrzeża czy falochrony, oraz ewentualnie innymi formami linii brzegowej, np. brzegiem rzeki. Zamiast falochronu, granicę akwatorium portowego mogą wyznaczać np. boje, pławy lub budowle hydrotechniczne. W skład akwatorium portowego wchodzą następujące akweny: awanport, baseny portowe, doki, kanały portowe.
Na zewnątrz akwatorium portowego znajdują się akwatoria otwarte, jak np. kotwicowisko, reda czy tor wodny. Pomocne w zrozumieniu terminu akwatorium może być niniejsze porównanie:
- akwen – teren
- akwatorium – terytorium

W biologii terminem akwatorium nazywa się fragment naturalnego zbiornika wodnego, oddzielony w celach hodowlanych od reszty np. siatką (zobacz też akwarium).